# 激光跑
激光跑（Laser-run，或者laser run），是一项由跑步和射击组成的综合运动项目。它本身就是一项单独的运动，同时也是现代五项运动的最后一个项目，以前称为跑射联项（Combined）。
在2008年北京奥运会之后，现代五项运动中的射击和跑步项目被合并跑射联项。2012年1月1日之后，國際現代五項總會将跑射联项中射击项目的气手枪改为激光手枪和激光靶，不再使用真实子弹。

## 比赛形式
激光跑是一项越野跑和激光手枪射击轮流进行的比赛。激光跑比赛按照國際現代五項總會（UIPM）的规则举行。
激光跑的比赛顺序如下：
- 开始（距射击场约25米或300至600米，运动员跑步进入射击区域）
- 射击（5次命中，最多50秒内无限次射击）
- 跑步 （规定距离赛跑，300-800米不等，跑回射击区域）
- [...] 重复射击和奔跑的顺序（重复2到4轮）
- 终点：第一个冲过终点线的人获胜。

每次比赛的重复次数和距离取决于参赛者的年龄。跑步距离范围为300、600米到800木。到射击目标的距离为5或10米。在成年组的比赛中，参赛者将跑5圈，间隔进行4次射击，需要连续击中10米外的5个目标靶位。
根据性别和年龄组有不同的排名系统。
2015年至2021年，跑步距离分别为200米、400米和800米。
在现代五项运动中，激光跑一般是最后一个项目，根据之前游泳、击剑和马术项目的成绩进行综合排名，决定激光跑的出发顺序，再根据选手与最先出发的运动员之间的分数差决定延迟起跑的时间，第一个冲过终点线的人获胜。

## 比赛装备

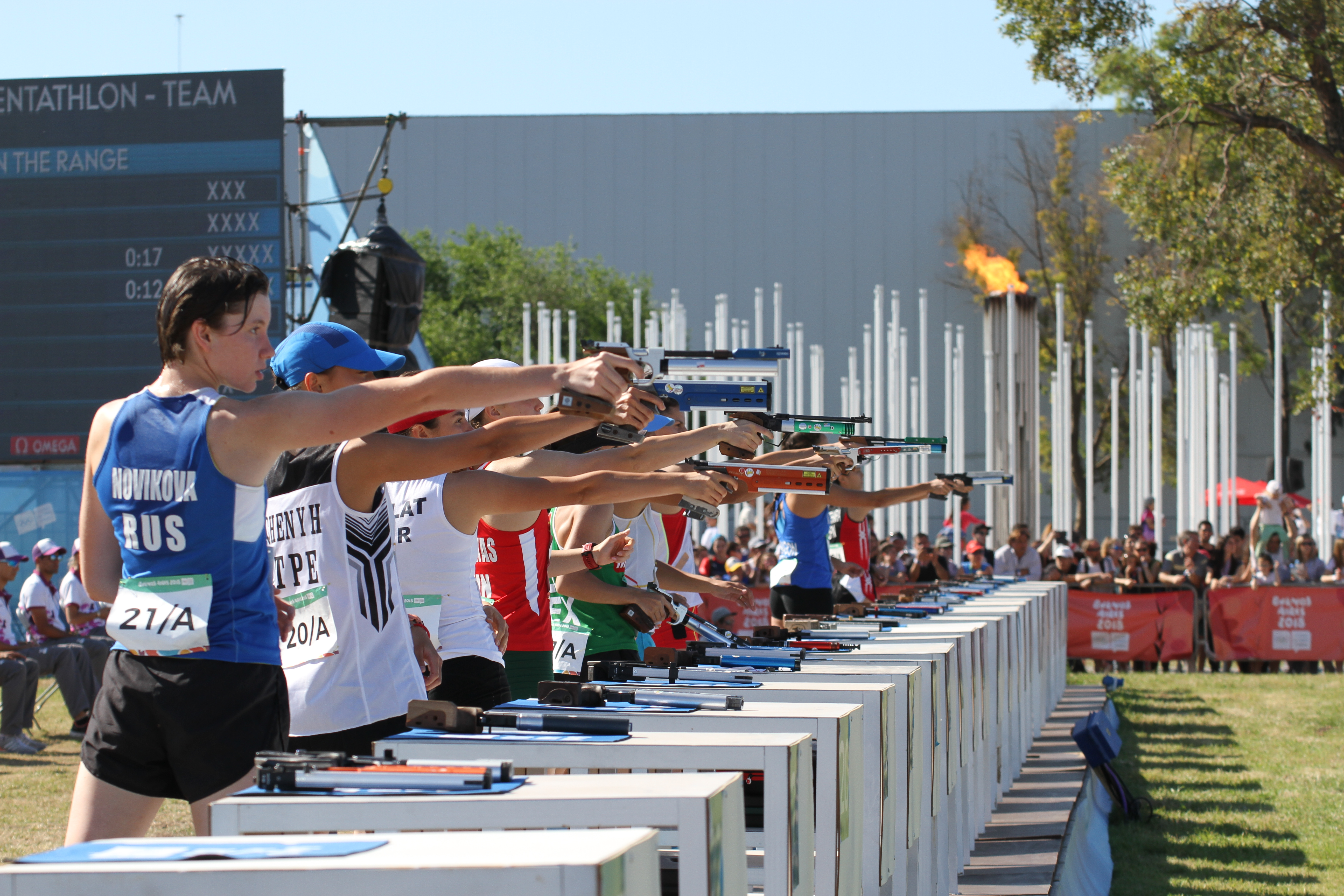
激光跑比赛中的射击阶段

激光跑使用的激光手枪和靶子必须经过UIPM认证。地区性质比赛的组织者通常还会提供激光手枪，以便人们更容易地参与这项运动。在大型国内或国际比赛中，参赛者使用自己的手枪进行比赛。激光手枪对观众和参与者来说都是安全的。它们几乎没有噪音，并且不受武器立法的约束。
激光跑使用带有五个绿灯和红灯作为指示器的电子标靶。标靶类似于10米气手枪比赛的靶子，尺寸为17x17厘米，黑色靶子区域直径为59.5毫米。从地面到标靶中心的距离为140厘米。
对跑步装备没有特殊要求。

## 竞赛
首届世界激光跑锦标赛于2015年举行，每年举办一届。激光跑城市巡回赛（The Laser Run City Tour）旨在向世界各地不同城市的观众介绍这项运动。此外，激光跑是2019年布达佩斯世界城市运动会的表演项目，也是2019年东南亚运动会的一部分。 
历届世界激光跑锦标赛举办城市：
| 届数 | 年份 | 举办城市                | 所在国家/地区   |
| ---- | ---- | ----------------------- | --------------- |
| 1    | 2015 | 佩皮尼昂                | 法國            |
| 2    | 2016 | 里斯本                  | 葡萄牙          |
| 3    | 2017 | 开普敦                  | 南非            |
| 4    | 2018 | 都柏林                  | 爱尔兰          |
| 5    | 2019 | 布达佩斯                | 匈牙利          |
| 取消 | 2020 | 取消： 厦门 取消： 魏登 | 中国 · 德国     |
| 6    | 2021 | 取消： 明斯克 开罗      | 白俄羅斯 · 埃及 |
| 7    | 2022 | 里斯本                  | 葡萄牙          |
| 8    | 2023 | 巴斯                    | 英国            |
| 9    | 2024 | 郑州                    | 中国            |

## 图集

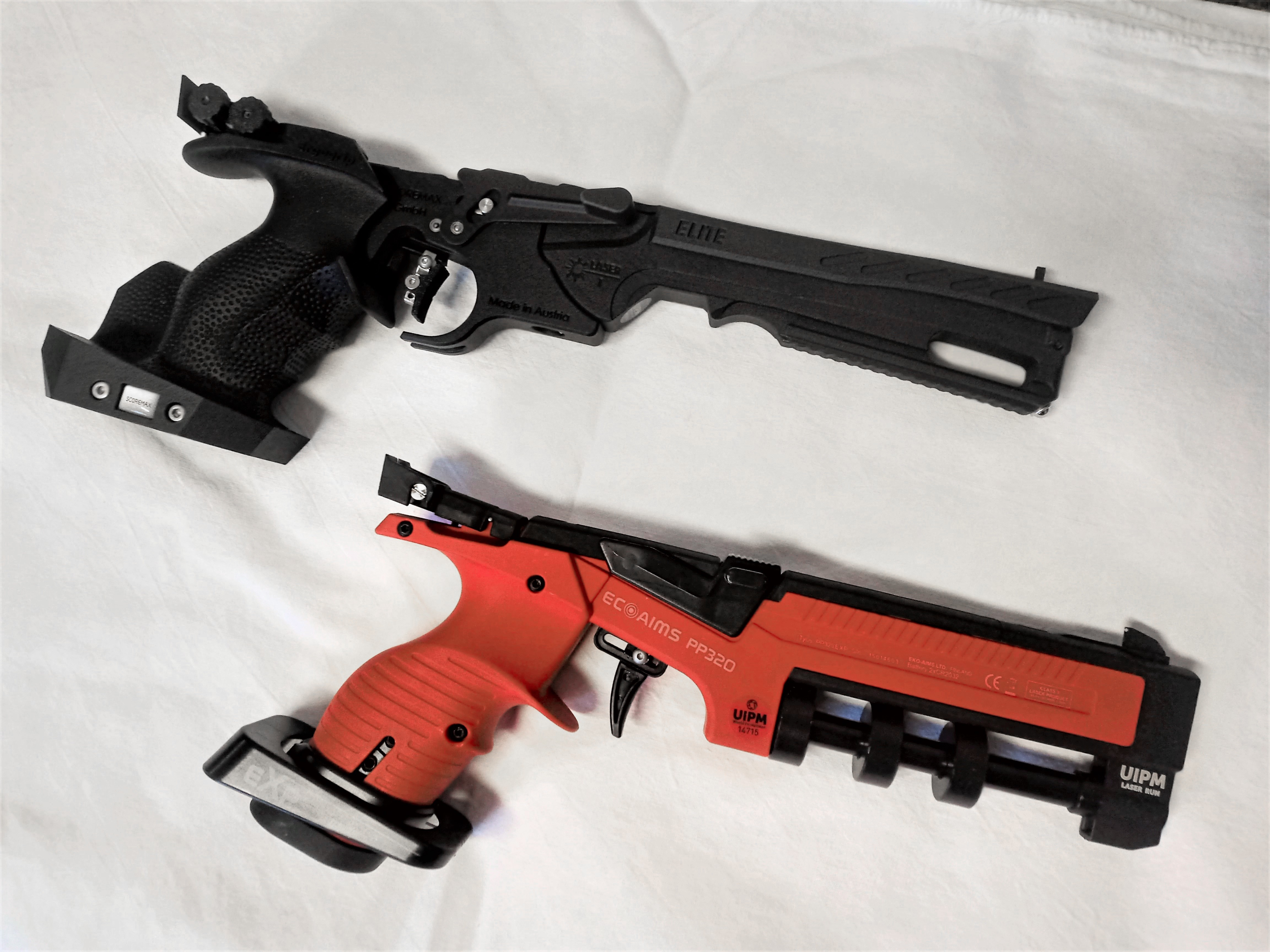
经认证的激光手枪
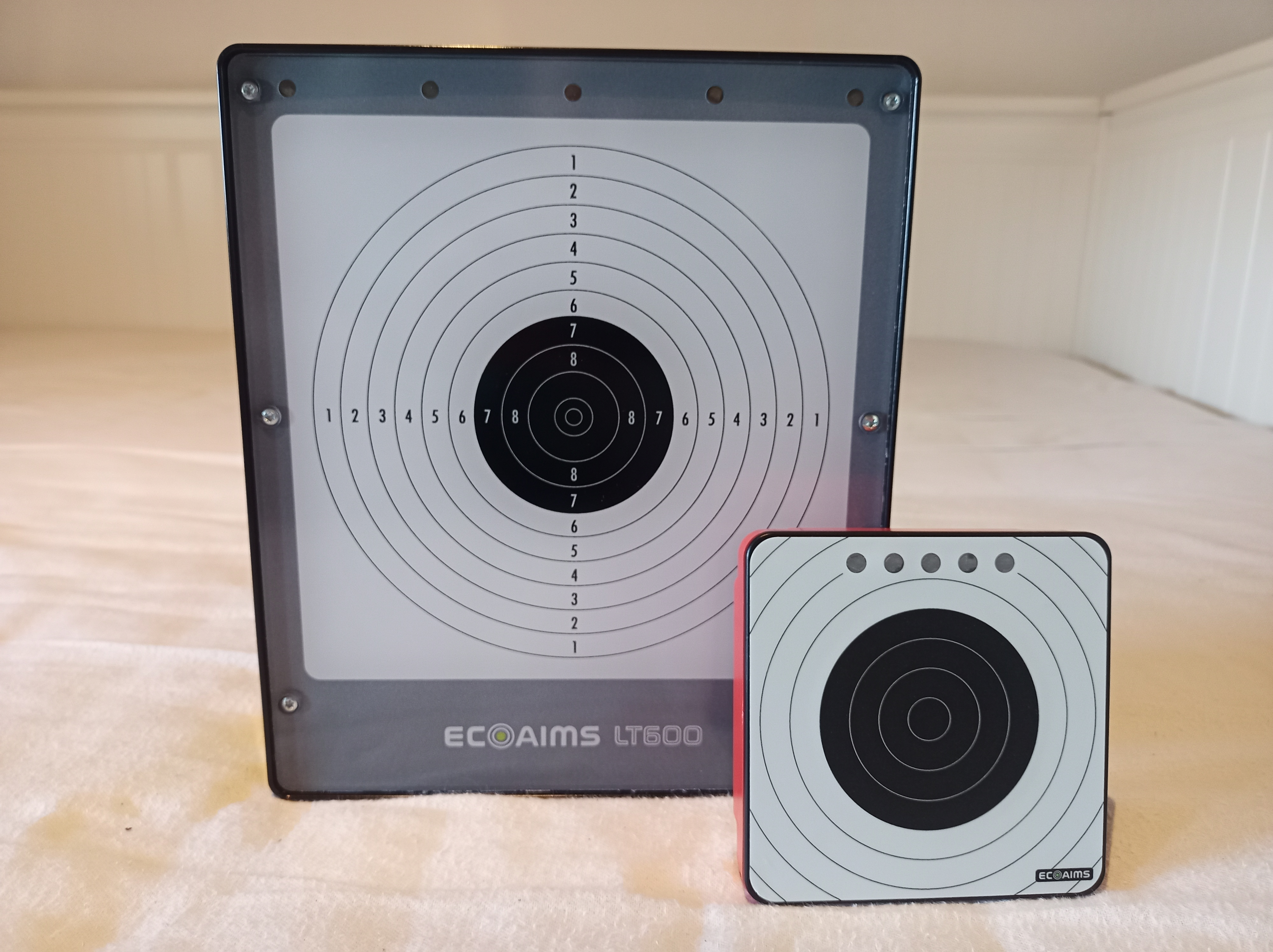
竞赛靶（左）和移动靶（右）
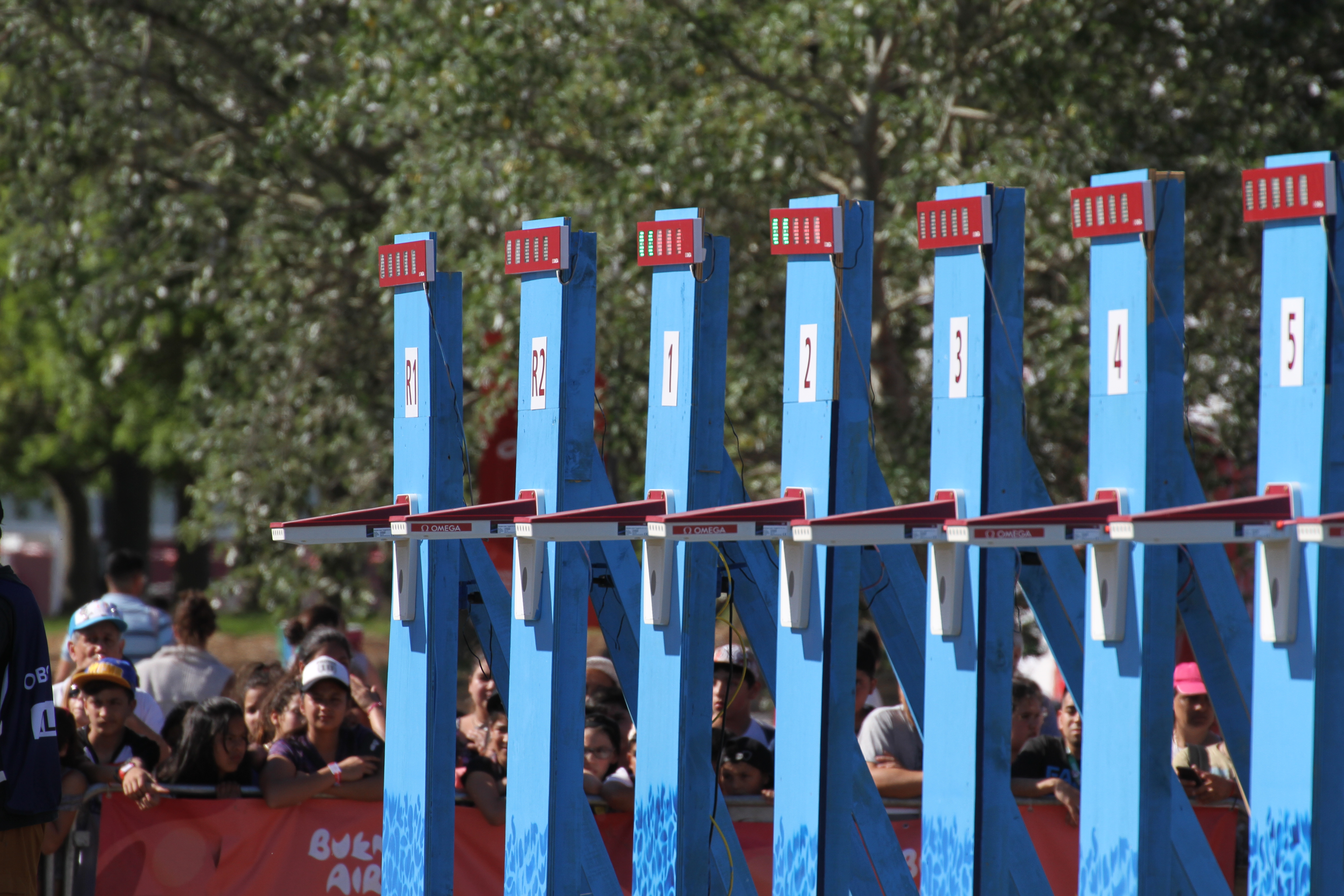
射击范围
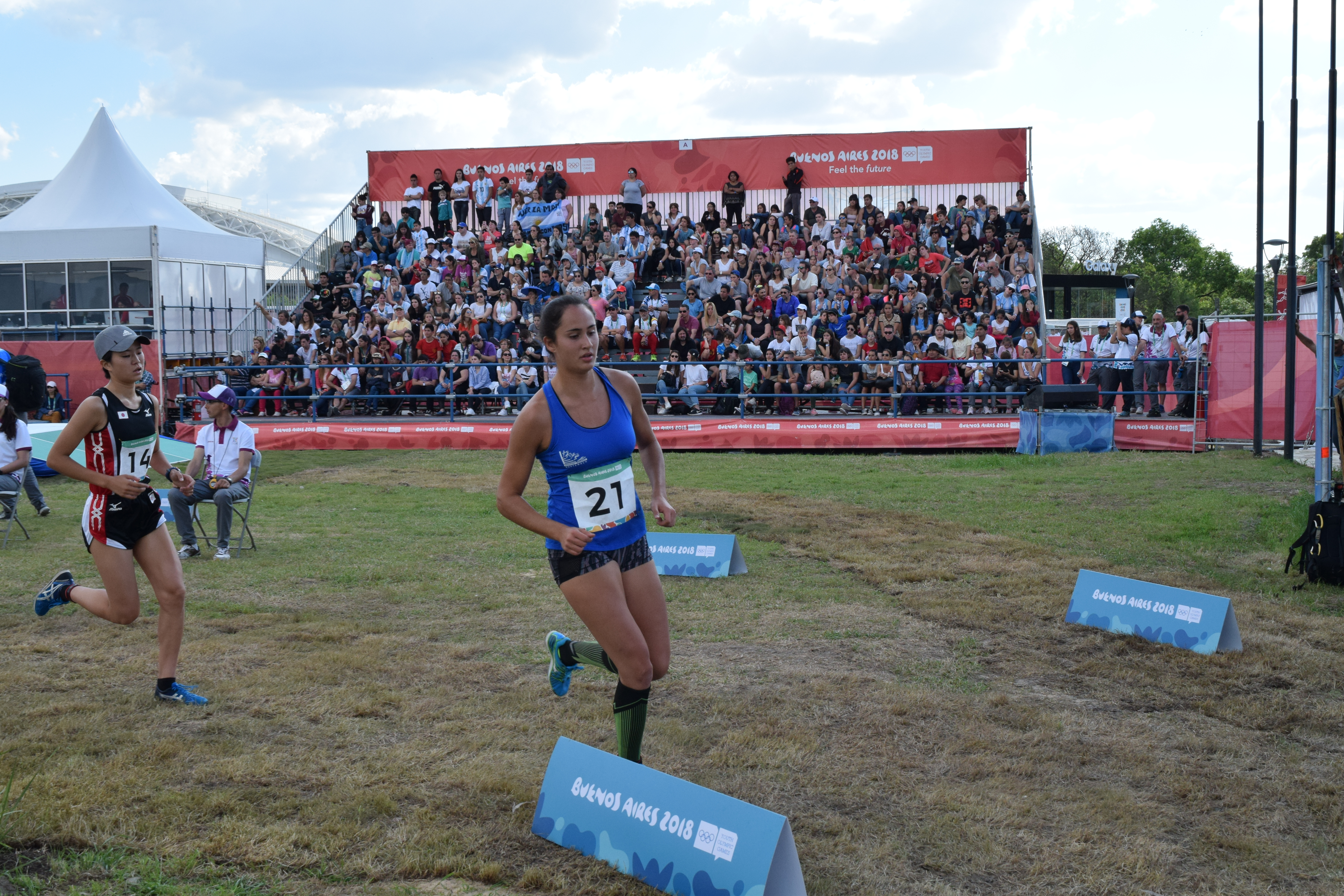
2018年夏季青年奥林匹克运动会跑射联项
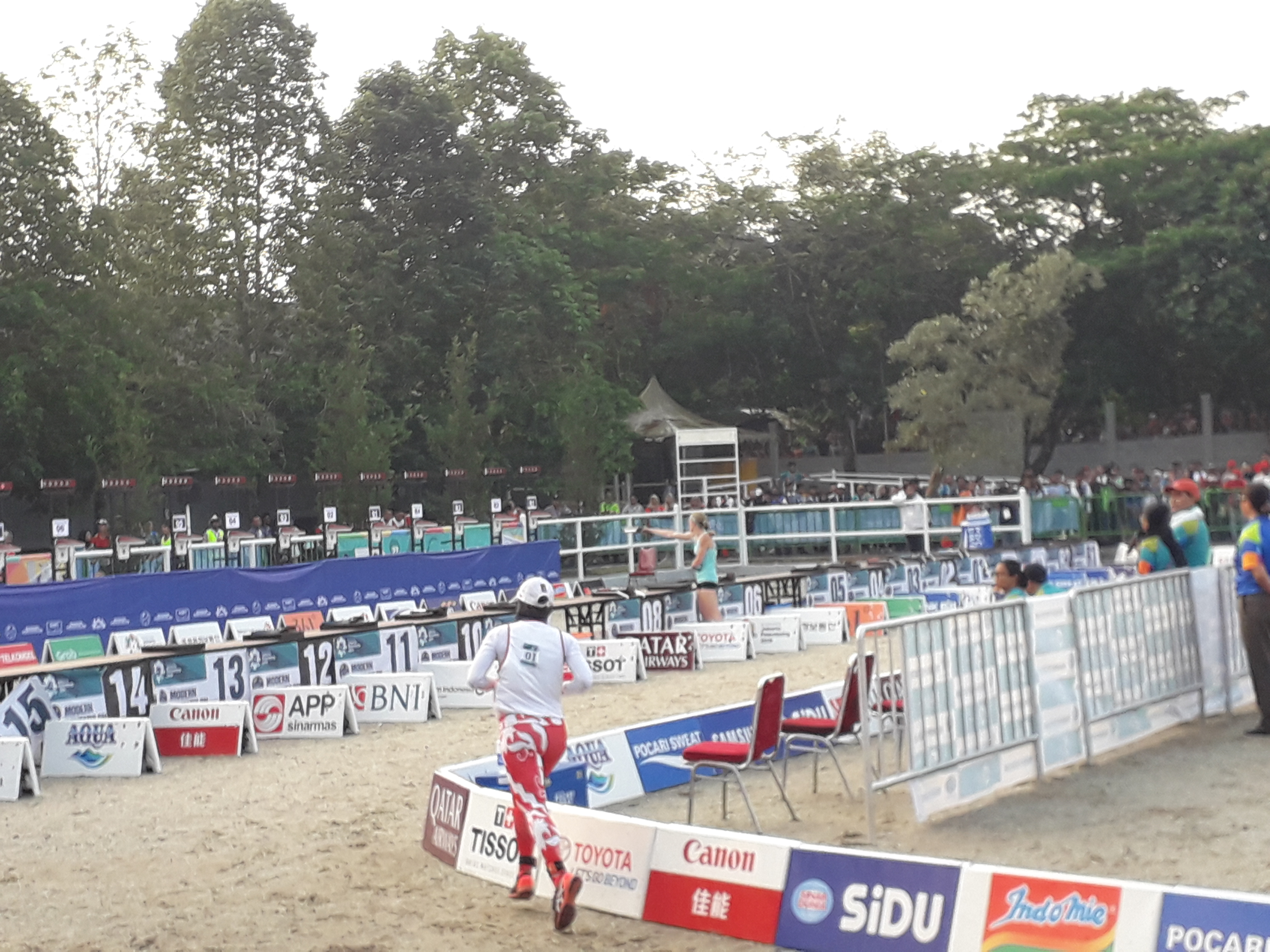
2018年亚洲运动会跑射联项
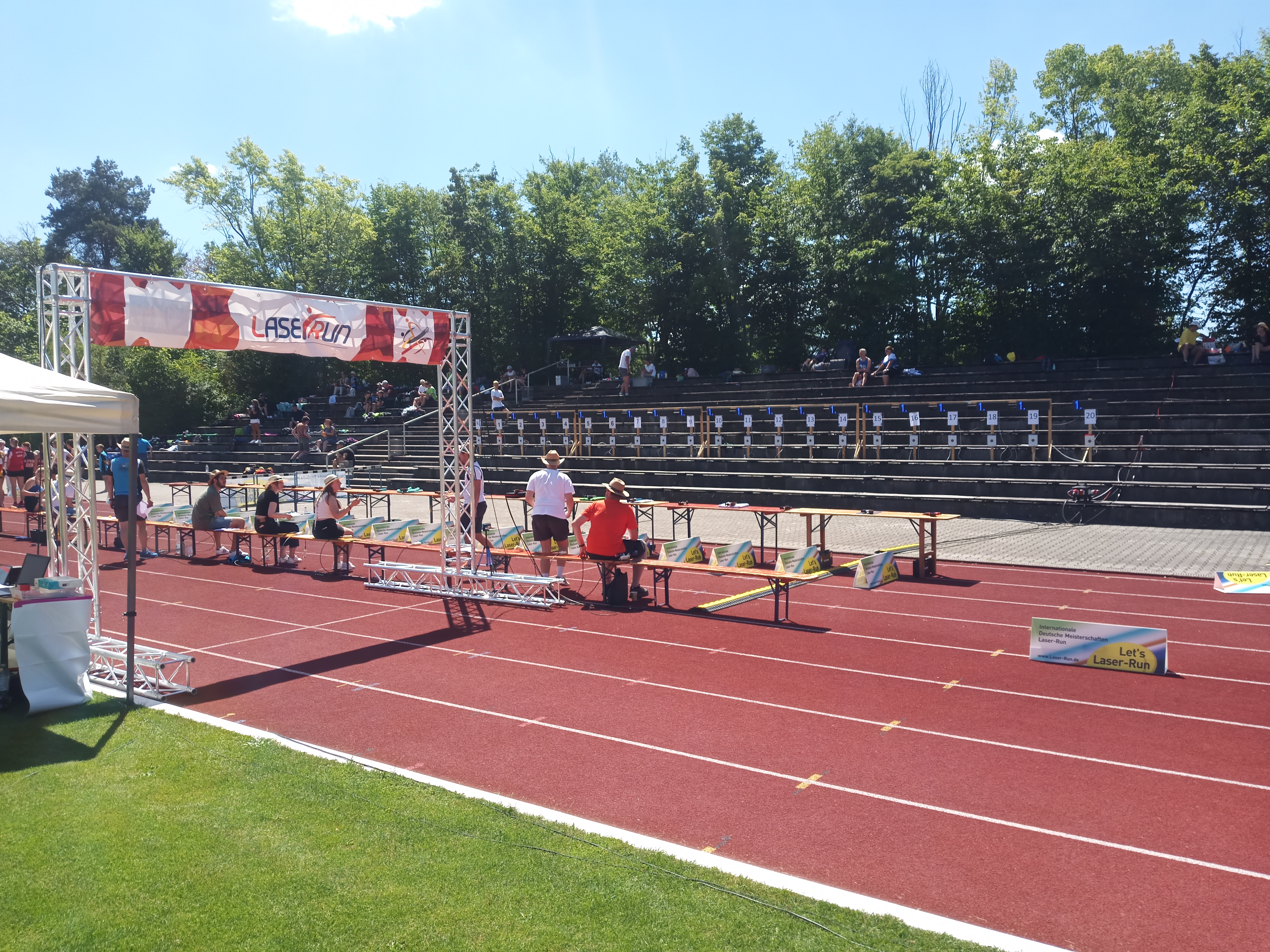
2022年德国国家锦标赛激光跑